# Batatas a murro

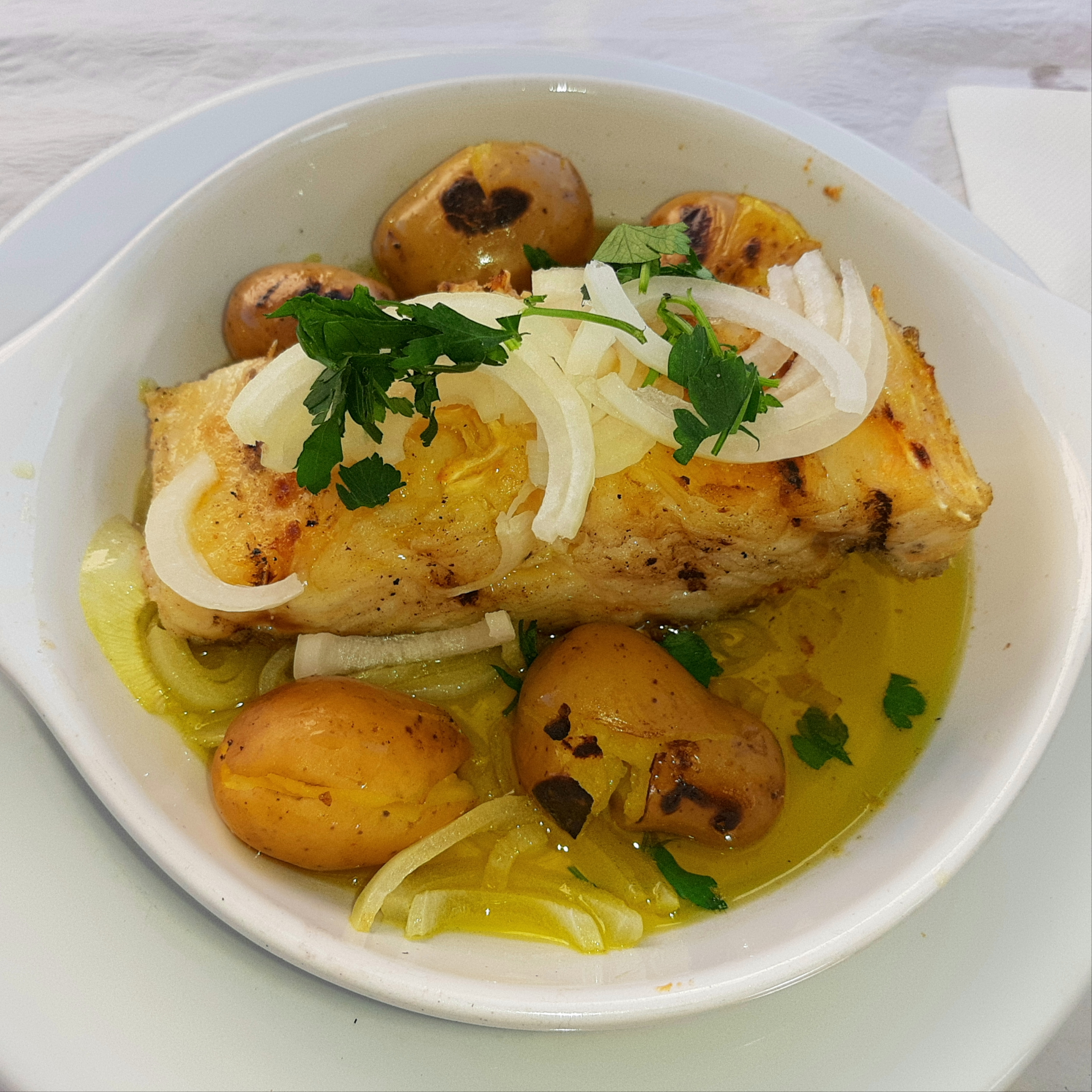
Bacalhau com batatas a murro

Batatas a murro (em português de Portugal) ou batatas ao murro (em português do Brasil) é uma receita e técnica culinária portuguesa de cozinhar batatas novas.
O nome batatas a murro vêm de usar batatas novas com casca, batatas novas são como o nome diz batatas ainda pequenas que foram colhidas antes de atingirem a sua maturação, estas depois de cozidas ou assadas levam uma pequena pancada (ou murro) para a batata abrir e logo estão tenras e podem ser bem temperadas com azeite. Muitas vezes estas são cozidas e depois são assadas para tornar a casca ainda mais crocante.
As batatas a murro acompanham bacalhau assado num prato típico português.